# Araniella
Araniella es un género de arañas araneomorfas de la familia Araneidae. Se encuentra en la región Holártica.

## Lista de especies
Según The World Spider Catalog 12.0:
- Araniella alpica (L. Koch, 1869)
- Araniella coreana Namkung, 2002
- Araniella cucurbitina (Clerck, 1757)
- Araniella displicata (Hentz, 1847)
- Araniella inconspicua (Simon, 1874)
- Araniella jilinensis Yin & Zhu, 1994
- Araniella maderiana (Kulczyn'ski, 1905)
- Araniella mithra Zamani, Marusik & Šestáková, 2020
- Araniella opisthographa (Kulczyn'ski, 1905)
- Araniella proxima (Kulczyn'ski, 1885)
- Araniella silesiaca (Fickert, 1876)
- Araniella tbilisiensis (Mcheidze, 1997)
- Araniella villanii Zamani, Marusik & Šestáková, 2020
- Araniella yaginumai Tanikawa, 1995